# Vaumort
Vaumort är en kommun i departementet Yonne i regionen Bourgogne-Franche-Comté i norra Frankrike. Kommunen ligger i kantonen Sens-Sud-Est som tillhör arrondissementet Sens. År 2022 hade Vaumort 345 invånare.

## Befolkningsutveckling
Antalet invånare i kommunen Vaumort
| Referens: INSEE |